# Ballet du XXe siècle
Das Ballet du XXe siècle („Ballett des zwanzigsten Jahrhunderts“) war eine innovative klassische Balletttruppe, die 1960 von dem französischen Choreographen Maurice Béjart in Brüssel  gegründet wurde.
Das Unternehmen war bis 1987 in Belgien beheimatet, bis Béjart nach Lausanne wechselte und dort ein neues Unternehmen begann. Das Stammhaus des Ensembles war die Oper La Monnaie, obwohl einige Produktionen die Dimensionen der Bühne des Theaters sprengten und für das große Sportstadion geschaffen wurden.
Mit dem Ballet du XXe siècle schuf Béjart mehrere große Produktionen wie Les Quatre Fils Aymon (1961), Messe pour le Temps présent (1967), Nijinsky (1972), I Triomfi del Petrarca (1974; Musik: Luciano Berio), Notre Faust (1975), Le Molière imaginaire (1976), Dichterliebe / Amor di Poeta (1975), Wien, Wien nur du allein (1982), Thalassa Mare Nostrum (1982), Dionysos (1984), Le Concours (1985), Le Martyre de Saint Sébastien (1986) und Trois Préludes Alexandre.

## Auszeichnungen
- 1974: Erasmuspreis für das Ballet du XXe siècle und Maurice Béjart
- 1975: Dance Magazine Award
- 1986: Orden der Aufgehenden Sonne für Maurice Béjart